# Ampiacris
Ampiacris is een geslacht van rechtvleugeligen uit de familie Romaleidae. De wetenschappelijke naam van dit geslacht is voor het eerst geldig gepubliceerd in 1986 door Amédégnato & Poulain.

## Soorten
Het geslacht Ampiacris  is monotypisch en omvat slechts de volgende soort:
- Ampiacris insolita (Amédégnato & Poulain, 1986)